# Mustafa III.
Mustafa III. (osmansko turško osmanskoturško مصطفى ثالث, latinizirano: Muṣṭafā-yi sālis) je bil od leta 1757 do 1774  sultan Osmanskega cesarstva, * 28. januar 1717, Edirne, Osmansko cesarstvo, † 21. januar 1774, palača Topkapi Carigrad, Osmansko cesarstvo

## Mladost
Rojen je bil v cesarski palači v Edirnu kot sin sultana Ahmeda III. in Mihrišah Kadin. Imel je pravega brata Sulejmana. Leta 1720 je bila za Mustafo in njegove brate, prince Sulejmana, Mehmeda in Bajazida, organizirana velika petnajstdnevna slovesnost obrezovanja.
Leta 1730 je moral Ahmed III. po uporu janičarjev pod vodstvom Patrona Halila odstopiti. Nasledil ga je bratranec Mahmud I. Mustafo in njegovega očeta in brate so zaprli v palačo Topkapi. Mustafa se je skušal zaščititi pred atentati in po več neuspelih poskusih uspel pobegniti. Po sumljivi smrti polbrata Mehmeda, ki je bil 14 dni starejši od Mustafe, je Mustafa postal najstarejši princ v kafesu.

## Vladanje

### Prihod na prestol
Mustafa je nasledil prestol 30. oktobra 1757 po smrti svojega bratranca Osmana III., sina sultana Mustafe II.

### Sporazum s Prusijo
Mustafa je zelo občudoval vojaške sposobnosti pruskega kralja Friderika Velikega in leta 1761 sklenil mirovni sporazum s Prusijo. Friderik je s sporazumom pridobil zaveznika proti Habsburžanom, Mustafa pa je želel posodobiti svojo državo in vojsko. Mustafa je reorganizacijo osmanske vojske raje prepustil častnikom iz Berlina kot iz Pariza ali  Londona. Leta 1763 sta državi prvič izmenjali svoje diplomate.

### Rusko-turška vojna (1768–1774)
Kodža Ragib Paša, ki je bil na položaju velikega vezirja do leta 1763, je vodil mirovno politiko do sosednjih držav. Vse večji vpliv Rusije nad Kavkazom in njen namen nadzirati Poljsko sta ustvarila napetosti med Osmanskim in Ruskim carstvom. Ragibov naslednik Muhsinzade Mehmed Paša, ki bi konflikte tudi raje reševal z diplomacijo, je zaradi Mustafovega vztrajanja pri vojni z Rusijo leta 1768 odstopil. Sultan je pričakoval lahko zmago nad Rusi, država pa v resnici ni bila pripravljena na dolgo vojno. Med vojno je začel s pomočjo francoskega častnika Françoisa Barona de Totta reformirati svojo vojsko, posodobil topniške korpuse in leta 1773 ustanovil Šolo za mornariško inženirstvo. Vojna je bila za Osmansko cesarstvo katastrofalna. Ruske vojske so zasedle Krim, Moldavijo, Vlaško in dele Bolgarije.

### Značilnosti Mustafovega vladanja
Mustafa je kmalu po pristopu na prestol pokazal posebno skrb za pravičnost. Sprejel je več ukrepov za povečanje blaginje v Carigradu, nadziral kovnice denarja, gradil velika skladišča za žito,  vzdrževal akvadukte in vzpostavil strogo fiskalno politiko.
Pogosto je potoval in preverjal  ali se upoštevajo njegovi zakoni. Več podkupljivih politikov, vključno z velikim vezirjem Kose Bahir Mustafa Pašo in Bozok Mutasamfi Čapanoglu Ahmed Pašo, in podkupovalcev je obsodil na smrt in usmrtil.
Februarja 1758 je splovil ladjo Hısn-ı Bahri in iz zapora je izpustil zapornike, njihove dolgove pa so morali prevzeti upniki.
14. marca 1759 se je rodil prvi Mustafov otrok  Hibetulah Sultan. Sledilo je štiridesetdnevno praznovanja. Mesto so okrasili, v mošejah molili za njegovo dolgo življenje, trgovci pa so znižali cene sadja in zelenjave.
8. aprila 1763 je umrl veliki vezir Ragib Paša, ki je zgradil kompleks v Koski. Ragib Paša ni bil samo izjemen državnik, ampak je bil znan tudi po svoji prizadevnosti, kulturi, bogatem pravnem znanju, pesništvu in govorništvu. Nasledil ga je Hamza Hamid Paša.

## Gradnje
Mustafa III. je med svojim vladanjem popolnoma obnovil veliko monumentalnih zgradb, vključno z mošejo Fatih, ki jo je zgradil Mehmed II. Osvajalec. Razen tega je zgradil kompleks mošeje Laleli in nasul obalo ob Yenikapı, da bi se lahko zgradila nova mestna četrt. Po potresu leta 1766 se je lotil tudi drugih gradbenih projektov.

### Potres leta 1767
31. januarja 1767 zvečer je bil še en močan potres, že četrti v osmih mesecih. Vsi meščani so se iz mesta preselili v šotore na podeželju. Mustafa III. je mobiliziral vsa mogoča finančna sredstva za čim hitrejšo obnovo Carigrada. Za obnovo posameznih delov mesta in mošej je zadolžil vplivne in premožne meščane. Požar, ki je izbruhnil na galeonu, se je razširil na ladje, zasidrane v  Kalafaytri. V požaru so zgoreli tudi palača  Aynalıkavak in pomoli Halıcıoğlu, medtem ko so goreči čolni zaradi vetrov in tokov nekontrolirano pluli po Zlatem rogu.

## Zasebno življenje

### Pesništvo
Mustafa III. je bil pesnik in svoje pesnitve objavljal pod psevdonimom Cihangir.

### Družina
Žene
- Mihrišah Sultan (umrla 16. oktobra 1805, pokopana v svojem mavzoleju v Eyüpu, Carigrad),[18]  glavna žena[19]
- Mihrišah Kadin (umrla 1799, pokopana v Šah Sultaninem mavzoleju, Eyüp, Carigrad), druga žena[20][21]
- Ajnulhajat Kadin (umrla 21. julija 1764, pokopana v mavzoleju Mustafe III. v mošeji Laleli, Carigrad), tretja žena[22]
- Adilšah Kadin ali Ajše  (umrla 19. decembra 1803, pokopana v mavzoleju Mustafe III. v mošeji Laleli, Carigrad),[23] tretja žena[24]
- Rifat Kadin (umrla 25. decembra 1804, pokopana na pokopališču Haydarpaşa, Carigrad), četrta žena[25][26]

Sinovi
Mustafa je imel dva sinova:
- Selima III. (24. december 1761 – 28. julij 1808, pokopan v svojem mavzoleju), z Mihrišah
- Šehzade Sultana Mehmeda (10. januar 1767[27] – 12. oktober 1772), pokopan v mavzoleju Mustafe III. v mošeji Laleli, Carigrad)[28]

Hčerke
- Hibetulah Sultan (14. marec 1759 – 7. junij 1762, pokopana v mavzoleju Mustafe III. v mošeji Laleli, Carigrad),[29][30] z Mihrišah;[31][32] 2. junija 1759 zaročena z Mahir Hamza Pašo[27]
- šah Sultan (20. april 1761 – 11. marec 1803, pokopana v svojem mavzoleju v Eyüpu, Carigrad), z Mihrišah, poročena 6. novembra 1778 z Damad Sejjid Mustafa Pašo[33][34]
- Mihrimah Sultan (4. november 1762[35] – 16. marec 1764,[36]  pokopana v mavzoleju Mustafe III. v mošeji Laleli, Carigrad),[27] z Ajnulhajat[37][38]
- Mihrišah Sultan (9. december 1762[39]– 21. februar 1769, pokopana v mavzoleju Mustafe III. v mošeji Laleli, Carigrad)[40][41]
- Bejhan Sultan (15. december 1765 – 7. november 1824, pokopana v mavzoleju  Mihrišah Sultan, Eyüp, Carigrad), z Adilah, poročena 22. aprila 1784 z Damad Čelik Mustafa Pašo[42][43]
- Hatidže Sultan (14. junij 1768 – 17. julij 1822, pokopana v mavzoleju Mihrišah Sultan, Eyüp, Carigrad), z Adilšah, poročena 9. novembra 1786 z Damad Sejjid Ahmed Pašo[44][45]
- Fatma Sultan (9. januar  1770 – 26. maj 1772, pokopana v mavzoleju Mustafe III. v mošeji Laleli, Carigrad),[28][41] z Mirišah[31]

## Smrt
Mustafa je umrl zaradi srčnega infarkta  21. januarja 1774 v  palači Topkapi. Pokopan je bil v svojem mavzoleju v mošeji Laleli v Carigradu. Nasledil ga je brat Abdul Hamid I. Zapustil je cesarstvo, ki se je spopadalo z velikim gospodarskimi in upravnimi težavami.